# Frederick Gard Fleay
Frederick Gard Fleay (5 settembre 1831 – 10 marzo 1909) è stato un critico letterario inglese, considerato uno dei più importanti studiosi di Shakespeare del XIX secolo.

## Biografia
Nato nell'area londinese di Deptford, era figlio di un commerciante di tessuti, John Goss Fleay, e di sua moglie Jane, entrambi originari del Somerset. Nel 1843 entrò al King's College dove fu compagno di studi del futuro giurista e storico britannico Frederic Harrison. Si distinse immediatamente per lo studio dei classici e della matematica, e nell'ottobre del 1849 venne ammesso come pensioner presso il Trinity College di Cambridge. Dopo aver vinto diversi premi scolastici, nel 1853 conseguì il Bachelor of Arts e il Master of Arts nel 1856. In quello stesso anno venne ordinato diacono e successivamente sacerdote nel 1857.
Dopo aver deciso di intraprendere la carriera di insegnante scolastico, ricoprì l'incarico di vice-preside dell'Oxford Diocesan Training College di Culham dal 1856 al 1859. Dal 1859 al 1865 fu a capo della sezione scientifica della Leeds Grammar School e dopo soli sei mesi dalla sua nomina divenne preside della King Edward's School di Birmingham. Nella continua speranza di ottenere un ruolo da professore universitario accettò di ricoprire il ruolo di preside prima alla Hipperholme Grammar School dal 1868 al 1872, ma vedendo vane le sue speranze decise di ritirarsi dalla carriera di insegnante scolastico e fece ritorno a Londra, dedicandosi alla scrittura di opere pedagogiche, tra le quali spicca Logical English Grammar, pubblicata nel 1884.
Sebbene avesse persino una raccolta di sermoni dal titolo The Book of Revelation, pubblicata nel 1864, il suo spirito critico e la sua indipendenza intellettuale lo allontanarono dall'insegnamento della Chiesa Anglicana portandolo alla rottura definitiva con l'abbandono dell'ordinazione sacerdotale il 7 febbraio 1884. Contestualmente si avvicinò alla dottrina filosofica di Auguste Comte, pur non abbracciandone la teoria della religione positiva. Da questi studi nacque una raccolta di letture dal titolo Three Lectures on Education, pubblicate nel 1883 con una prefazione del suo ex compagno di studi Frederic Harrison. Nel 1889 scrisse un'opera di matematica dal titolo Harmonics of Sound and Colour: their Law Identical, their Use Convertible che non venne mai pubblicata ma circolò in maniera piuttosto diffusa all'interno della sua cerchia di amici ed estimatori.
Interessandosi anche di fonetica compì una serie di studi che dettero come frutto lo scritto English Sounds and English Spelling, pubblicato nel 1878 e fondò e pubblicò una propria rivista tra il 1880 e il 1881 dal titolo Spelling Reformer, tramite la quale propose la creazione di due alfabeti, una forma Vittoriana a scopo educativo, ed una forma Elisabettiana a fini letterari. Nel 1874 si unì alla New Shakspere Society,fondata nel 1873 dal filologo britannico Frederick James Furnivall, grazie alla quale venne ispirato allo studio critico-letterario delle opere di Shakespeare e del teatro elisabettiano in generale. Contribuì con numerosi articoli alla rivista della società, Transactions of the New Shakspere Society, dalla quale tuttavia prese le distanze nel luglio del 1874 dopo un acceso dibattito con Furnivall in merito ad un metodo di studio della rima nelle opere di Shakespeare per determinarne l'ordine cronologico. Deciso a intraprendere in assoluta indipendenza la sua ricerca, pubblicò una serie di libri sull'opera di Shakespeare, il primo dei quali fu Introduction to Shakespeare Study del 1877, a cui seguirono Shakespeare Manual (1878) e dua pamphlet, uno dal titolo Actor Lists, 1578-1642, pubblicato nel 1881 e l'altro, dal titolo History of Theatres in London, nel 1882. Queste opere furono tuttavia una preparazione degli studi successivi e più completi su Shakespeare, A Chronicle History of the Life and Work of William Shakespeare (1886), A Chronicle History of the London Stage, 1559-1642 (1890) e in ultimo l'opera in due volumi A Biographical Chronicle of the English Drama, 1559-1642 del 1891.
Il metodo di studio di Fleay era prevalentemente quantitativo e seguiva le ultime dottrine filologiche provenienti dall'area culturale tedesca. Analizzando con accuratezza le variazioni nel metro poetico di Shakespeare così come la fraseologia, così come di altri importanti autori del periodo elisabettiano, anche anonimi, cercò di pervenire ad una ricostruzione cronologica di tutte le loro opere. Tuttavia talvolta questo metodo così puntuale, con riguardo soprattutto alle opere di autori anonimi, suscitò forti critiche, non solamente di Furnivall, che si era già dissociato da lui e dalla sua metodologia critica. Il grande poeta Alfred Tennyson, ad esempio, reagì furiosamente alla tesi di Fleay secondo la quale almeno una parte del Timone d'Atene non fosse di Shakespeare. Il suo metodo eccessivamente meccanico e quantitativo lo indusse inoltre ad individuare significati politici o di altra natura nascosti all'interno dei testi delle opere di Shakespeare, così come nelle trame e nei personaggi che la critica contemporanea e quella attuale non hanno tuttavia accettato. Lo stesso metodo è però ampiamente riconosciuto come prezioso per una ricostruzione cronologica della storia delle compagnie teatrali di età elisabettiana che è ancora altamente stimata dagli studiosi di storia del teatro.
Durante l'ultimo periodo della sua vita, Fleay si dedicò allo studio dell'egittologia e dell'assiriologia,considerati da lui fondamentali per lo studio dei testi biblici. Da queste ultime ricerche nacque la sua pubblicazione del 1899 dal titolo Egyptian Chronology, dedicata all'arcivescovo anglicano Edward White Benson. 
Morì nel quartiere londinese di Tooting il 10 marzo 1909 e venne sepolto nel cimitero di Brookwood.